# Sancja
Sancja, również Sanczia lub Sancza  – imię żeńskie pochodzenia łacińskiego, od słowa sancta oznaczającego „święta”. Patronką tego imienia jest m.in. bł. Sancja Szymkowiak, zakonnica, zm. w 1942 r.
Sancja imieniny obchodzi 26 lipca i 18 sierpnia, jako wspomnienie świętych.

## Znane osoby o tym imieniu
- Sanczia Portugalska (zm. 1229) – córka Sancheza I
- Sanczia (zm. 1271) – córka Alfonsa IX, króla Leonu
- Sanczia z Majorki (zm. 1345)
- Sancja Janina Szymkowiak (zm. 1942)